# Moransengo
Moransengo (piemontiul: Moransengh) település Olaszországban, Piemont régióban, Asti megyében. Lakosainak száma 184 fő (2023. január 1.). Moransengo Brozolo, Cavagnolo, Tonengo, Brusasco és Cocconato községekkel határos.

## Népesség
A település lakossága az elmúlt években az alábbi módon változott:
| Lakosok száma | 199  | 198  | 184  |
|               | 2017 | 2018 | 2023 |